# Nephthyigorgia
Nephthyigorgia ist eine Gattung aus der Unterklasse der Achtstrahligen Korallen (Octocorallia), die in flachen und mäßig tiefen Regionen des tropischen Indopazifiks und seinen Nebenmeeren vorkommt.

## Merkmale
Wie fast alle Oktokorallen bilden die Arten der Gattung Nephthyigorgia Kolonien, die aus vielen Einzelpolypen mit jeweils acht Tentakeln bestehen. Die Kolonien sind gelappt oder fingerförmig und besitzen oft einen kurzen Stiel. Eine Skelettachse fehlt. Die gleichmäßig über die Oberflächen der Lappen verteilten Polypen sind monomorph und können sich in große Polypenkelche zurückziehen. Sie fehlen am Stiel. Die Sklerite der Polypen haben die Form gebogener Spindeln und sind kragenförmig und als Spitzen angeordnet. Die Sklerite der Polypenkelche und der äußeren Coenenchymschicht sind groß, spindelförmig und mit komplexen Tuberkeln besetzt. In den Polypenkelchen sind sie in Längsrichtung angeordnet und auf der Oberfläche der Kolonie bilden sie eine dichte Schicht. Das Innere der Kolonie ist nur spärlich mit Skleriten ausgestattet. Oft sind die Sklerite farbig. Die Arten der Gattung Nephthyigorgia leben nicht mit Zooxanthellen in Symbiose und sind dadurch auf planktonische Nahrung angewiesen.

## Arten
Zur Gattung Nephthyigorgia gehören vier Arten:
- Nephthyigorgia annectens (Thomson & Simpson, 1909)
- Nephthyigorgia aurantiaca Kükenthal, 1910
- Nephthyigorgia crassa Kükenthal, 1910
- Nephthyigorgia kükenthali Broch, 1916